# Acrolophia

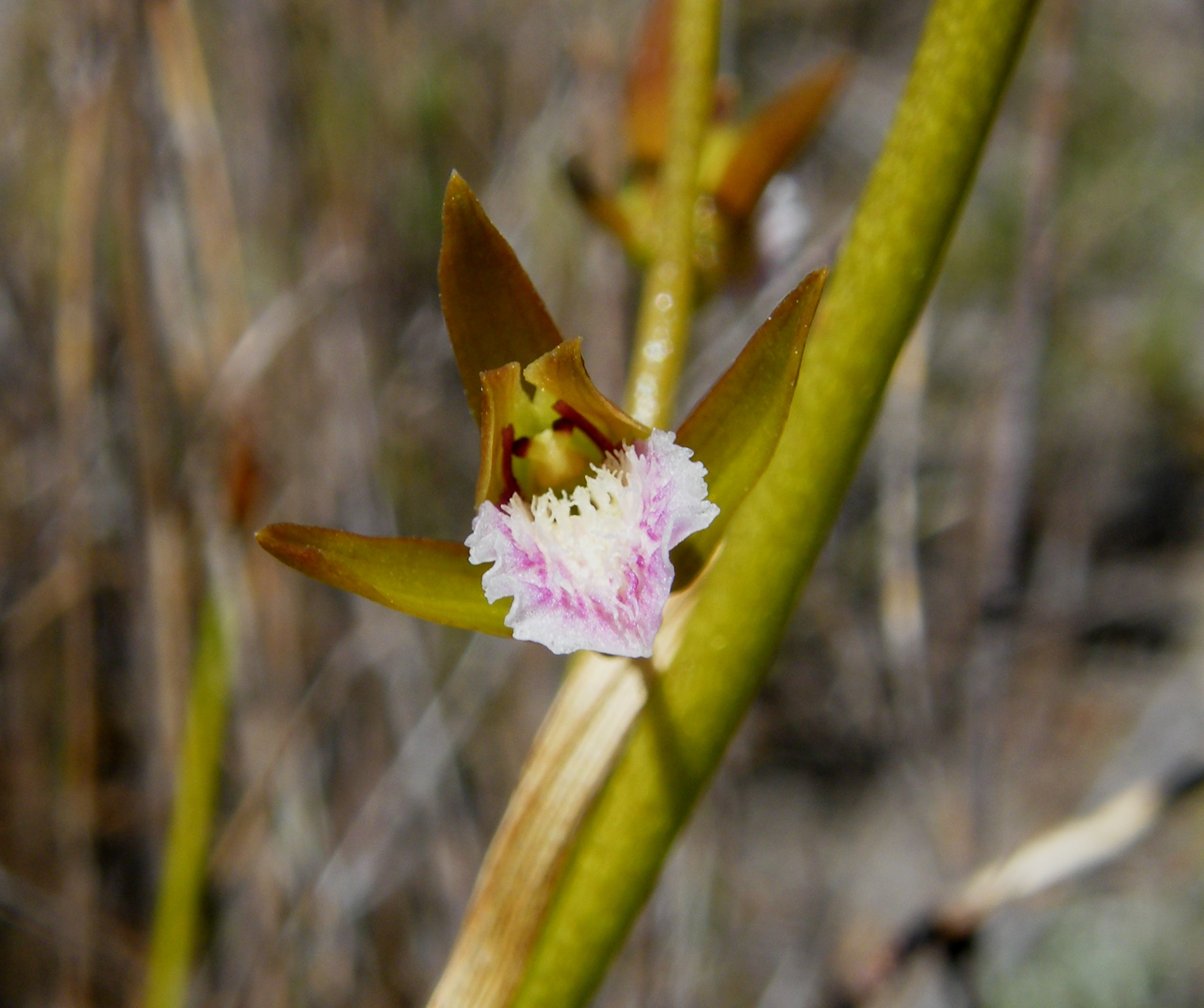
Kwiat Acrolophia lamellata

Acrolophia – rodzaj roślin z rodziny storczykowatych (Orchidaceae), wyróżniany w niektórych ujęciach. Obejmował 7–9 gatunków występujących w Afryce południowej. Wszystkie gatunki z tego rodzaju zostały przeniesione w 2021 roku do rodzaju Eulophia.

## Systematyka
Pozycja według APweb (aktualizowany system APG IV z 2016)
Rodzaj sklasyfikowany do podplemienia Eulophiinae w plemieniu Cymbidieae, podrodzina epidendronowe (Epidendroideae), rodzina storczykowate (Orchidaceae), rząd szparagowce (Asparagales) w obrębie roślin jednoliściennych.
Wykaz gatunków
- Acrolophia bolusii Rolfe
- Acrolophia capensis (P.J.Bergius) Fourc.
- Acrolophia cochlearis (Lindl.) Schltr. & Bolus
- Acrolophia lamellata (Lindl.) Pfitzer
- Acrolophia lunata (Schltr.) Schltr. & Bolus
- Acrolophia micrantha (Lindl.) Pfitzer
- Acrolophia ustulata (Bolus) Schltr. & Bolus